# Ловац на чудовишта
Ловац на чудовишта (енгл. Monster Hunter) је војно-научнофантастично-акциони филм из 2020. године продуциран, написан и режиран од стране Пола Вилијама Скота Андерсона, базиран на истоименој серији видео-игрица Capcom-а. У филму глуми Андерсонова супруга Мила Јововић, која је пети пут радила заједно као режисер и главна глумица. Међу осталим члановима глумачке екипе су Тони Џа, Тип „” Харис, Миган Гуд, Дијего Бонета, Џош Хелман, Џин О-Јунг и Рон Перлман.
Филмска адаптација базирана на серији зачета је од 2012. редитеља Пола Вилијама Скота Андерсона. Филм је Capcom званично најавио у октобру 2018. године, са продукцијом која је започела тог месеца са Constantin Film-ом. Главна фотографија на филму започела је 5. октобра 2018. године и завршена је 19. децембра 2018. године у Кејптауну.
Филм Ловац на чудовишта је објављен у Кини 4. децембра 2020. и у Сједињеним Државама 18. децембра 2020. године, од стране Screen Gems-а (искључујући Немачку и Јапан). Филм је зарадио 31 милион америчких долара широм света и добио је мешовите критике, са похвалама за акционе секвенце и визуелне ефекте, али је критикован због сценарија, режије и монтаже. Филм је објављен у Србији 25. фебруара 2021. године, од стране Con Film-а.

## Радња
Поред нашег света, постоји други—свет опасних и моћних чудовишта која смртоносном жестином владају универзумом. Током неочекиване пешчане олује, капетан Артемис (Мила Јововић) и њена јединица (Тип „” Харис, Миган Гуд, Дијего Бонета) бивају пребачени у нови свет и шокирани открићем да је непознато окружење станиште огромних и ужасавајућих чудовишта која су отпорна на њихова ватрена оружја. У очајничкој бици за опстанак, јединица наилази на мистериозног Ловца (Тони Ђа), чије јединствене вештине омогућавају да остане један корак испред моћних створења. Док Артемис и Ловац постепено граде међусобно поверење, она открива да је он део тима који води Адмирал (Рон Перлман). Суочавајући се са опасношћу тако великом да прети уништењу света за који знају, храбри ратници комбинују јединствене способности и удружују се зарад крајњег обрачуна.

## Улоге
| Глумац          | Улога         |
| --------------- | ------------- |
| Мила Јововић    | Артемис       |
| Тони Џа         | Ловац         |
| Рон Перлман     | Адмирал       |
| Тип „” Харис    | Линколн       |
| Дијего Бонета   | Маршал        |
| Миган Гуд       | Даш           |
| Џош Хелман      | Стилер        |
| Џин О-Јунг      | Екс           |
| Хирона Јамацаки | Хандлер       |
| Јаник Шуман     | Ајден         |
| Нанда Коста     | Леа           |
| Ник Расенати    | Капетан Роарк |
| Арон Билнер     | Палико        |